# Eastern-Air-Lines-Flug 627
Der Eastern-Air-Lines-Flug 627 (Flugnummer: EA627, Funkrufzeichen: EASTERN 627) war ein internationaler Linienflug der Eastern Air Lines von New York City nach San Juan. Am 19. Oktober 1953 verunfallte auf diesem Flug eine Lockheed L-749A Constellation unmittelbar nach dem Start vom Flughafen New York-Idlewild. Bei dem Unfall wurden zwei der 27 Insassen an Bord der Maschine getötet.

## Maschine
Die Maschine war eine Lockheed L-749A Constellation mit der Werknummer 2616 aus dem Jahr 1949, die am 11. November 1949 neu an die Eastern Air Lines ausgeliefert worden war und von dieser seitdem  mit dem Luftfahrzeugkennzeichen N119A und der Flottennummer 119 betrieben wurde. Das viermotorige Langstreckenflugzeug war mit vier luftgekühlten 18-Zylinder-Doppelsternmotoren vom Typ Curtiss-Wright R3350-BD1 ausgerüstet, die jeweils eine Leistung von 2.500 PS (1.838 kW) hatten. Zum Zeitpunkt des Unfalls hatte die Maschine eine Gesamtbetriebsleistung von 13.725 Betriebsstunden.
Am 19. Juli 1951 war die Maschine auf dem Eastern-Air-Lines-Flug 601 (EA601) vom Newark International Airport zum Miami International Airport in einen schweren Zwischenfall verwickelt, bei dem sie schwer beschädigt wurde. Während des Fluges in 18.000 Fuß Höhe geriet die Maschine in einen Sturm und war dabei Hagel und schweren Turbulenzen ausgesetzt. Nachdem die Maschine aus dem Sturm herausgeflogen war, nahmen die Piloten schwere Flatterschwingungen wahr, die sich auch durch ein Verlangsamen der Maschine nicht reduzieren ließen. Der Kapitän sichtete die Curles Neck Farm in Virginia und setzte dort die Maschine mit eingefahrenem Fahrwerk und eingefahrenen Auftriebshilfen auf, da er angesichts der unbekannten Ursache für die Flatterschwingungen davor zurückschreckte, etwas an der Konfiguration der Maschine zu verändern. Die Constellation setzte in einem Maisfeld auf, riss einen Strommast und einen Zaun mit und überquerte eine Straße, bis sie schließlich zum Stehen kam. Alle 48 Passagiere und fünf Besatzungsmitglieder überlebten den Unfall. Die Unfalluntersuchung ergab, dass sich eine Zugangsklappe des Hydrauliksystems im Flug geöffnet und daraufhin die Flatterschwingungen verursacht hatte, welche den Kapitän dazu brachten, eine Notlandung zu veranlassen.

## Passagiere und Besatzung
Den Flug hatten 22 Passagiere angetreten. Es befand sich eine fünfköpfige Besatzung an Bord, bestehend aus zwei Flugkapitänen, einem Flugingenieur einer Flugbegleiterin und einem Flugbegleiter.
- Der 45-jährige Flugkapitän Cecil C. Foxworth war am 17. Juli 1935 durch die Eastern Air Lines eingestellt und am 19. Februar 1939 zum Flugkapitän befördert worden. Er war im Besitz von Musterberechtigungen für verschiedene Flugzeugtypen und verfügte über 19.000 Stunden Flugerfahrung, wovon 3.813 auf die Lockheed Constellation entfielen und 2.238 im Instrumentenflug erfolgt waren.
- Der 33-jährige Flugkapitän Elwin M. Engle war am 6. September 1945 durch die Eastern Air Lines eingestellt und am 1. September 1951 zum Reserve-Flugkapitän befördert worden. Er verfügte über 5.040 Stunden Flugerfahrung, von denen 3.415 Stunden auf die Lockheed Constellation und 555 Stunden im Instrumentenflug erfolgt waren. Engle übte auf dem Flug die Rolle des Ersten Offiziers aus.
- Der 30-jährige Flugingenieur Lawrence P. Devries war am 15. März 1947 durch die Eastern Air Lines eingestellt worden. Er verfügte über 4.769 Stunden Flugerfahrung mit der Lockheed Constellation.
- Der Flugbegleiter Albert J. Folli hatte seine Ausbildung zum Flugbegleiter am 20. September 1946 absolviert.
- Die Flugbegleiterin Anne L. Krause hatte ihre Ausbildung zur Flugbegleiterin am 16. August 1946 absolviert.

## Unfallhergang
Der Start der Maschine wurde in der Nacht bei Dunkelheit durchgeführt. Die Constellation rollte um 23:45 Uhr Ortszeit vom Flugsteig in Richtung des Startpunkts von Startbahn 07R. Während die Piloten auf die Startfreigabe warteten, brach Nebel über den Flughafen herein und reduzierte die Sichtweite unter das erforderliche Minimum von einer Viertelmeile. Die Constellation und eine vor ihr eingereihte Maschine kehrten daraufhin zum Flugsteig zurück. Flugkapitän Foxworth gab später zu Protokoll, dass die Wetterverhältnisse bei Erreichen des Startpunktes weit über den Minima gelegen hätten, sodass die Piloten über das Startbahnende hinaussehen konnten. Die Maschine sei an ihrer Position jedoch bis zum Hereinziehen des Nebels 15 Minuten aufgehalten worden, ohne dass eine Startfreigabe erfolgte.
Etwa 15 Minuten, nachdem die Maschine zum Flugsteig zurückgekehrt war, teilte das Betriebszentrum der Eastern Air Lines dem Kapitän mit, dass sich die Sicht wieder verbessert habe. Die Constellation rollte wieder zur Startposition, wobei sie einer anderen Maschine der Fluggesellschaft folgte, die den Eastern-Airlines-Flug 623W durchführen sollte. Während des Rollvorgangs wurde den Piloten der beiden Maschinen empfohlen, den Start von Startbahn 22L in südsüdwestlicher Richtung durchzuführen, da die Sichtweite in dieser Richtung drei Meilen betrug. Da beide Maschinen zu diesem Zeitpunkt bereits an der Kreuzung zu dieser Startbahn vorbeigerollt waren, mussten sie umkehren, wodurch nun die Constellation in der Startreihenfolge an erster Stelle lag. Der Fluglotse gab an, dass der Wetterbericht nun Sichtweiten von 1,5 Meilen und Nebel auswies. Der Flugkapitän öffnete das linke Cockpitfenster, um eine größtmögliche Sichtweite zu erreichen. Die Startbahnbefeuerung wurde auf maximale Leuchtkraft justiert. Die Landescheinwerfer der Maschine waren eingeschaltet. Kapitän Foxworth behauptete in späteren Befragungen, dass die Sichtweite zu diesem Zeitpunkt etwas mehr als eine Viertelmeile betragen habe. Er habe bis zu einer gewissen Entfernung die Befeuerung an den Rändern und die Mittellinie der Landebahn im Blick gehabt, jedoch nicht über die Kreuzung der Landebahnen hinaus sehen können.
Die Piloten fuhren die Triebwerke hoch und arbeiteten die Checklisten für den Start ab. Anschließend wurde eine Rollfreigabe mit Passieren der Kreuzungen „Long Beach“, „Sully“ und „Woolf“ erteilt. Um 0:55 Uhr des 19. Oktober wurde die Startfreigabe erteilt. Kapitän Foxworth führte den Startlauf durch, indem er sich an der Befeuerung der Startbahnränder und der Mittellinie orientierte. Auch der Erste Offizier behielt die Befeuerung und die Mittellinie im Blick und wandte seine Aufmerksamkeit nur beim Einfahren des Fahrwerks für einen kurzen Augenblick ab. Der Flugkapitän nahm eine wechselnde, sich jedoch immer weiter verschlechternde Sicht wahr. Da er damit rechnete, dass sich die Sicht gleich nach dem Abheben verbessern würde, wechselte er nicht in den Instrumentenflug. Er berichtete später, dass er nach der Anweisung zum Einfahren des Fahrwerks eine Fluggeschwindigkeit von 110 Knoten abgelesen und an der Kreuzung der Start- und Landebahnen 19L, 25L und 22L oder unmittelbar beim Abheben die Sicht auf jegliche visuellen Referenzpunkte verloren habe.
Wenige Sekunden später habe der Erste Offizier eine Warnung ausgerufen, als die Maschine unter Startschub mit dem Boden kollidierte. Eine oder zwei Sekunden nach dem Einfahren des Fahrwerks habe der Erste Offizier seine Aufmerksamkeit wieder auf die visuellen Referenzpunkte außerhalb der Maschine gerichtet und dabei bemerkt, dass sich diese in einer sehr geringen Flughöhe befand. Er habe dann nach der Steuerung gegriffen, um die Maschine hochzuziehen und gleichzeitig eine Warnung ausgerufen. Die Maschine schlug links von der Startbahn 22L bei der Rollbahn F auf, sprang hoch und schlitterte nach dem zweiten Aufschlag auf der Rumpfunterseite zu einem nicht ausgebauten Teil des Flughafengeländes südlich von Rollbahn G. Im Bereich des Triebwerks Nr. 2 (linke Tragfläche innen) brach ein gewaltiges Feuer aus. Die beiden Piloten, der Flugingenieur und ein Passagier verließen die Maschine durch die Cockpiteingangstür. Alle weiteren Passagiere verließen die Maschine durch die Kabinenhaupttür an der linken hinteren Seite der Maschine. Zwei Passagiere erlitten während der Evakuierung schwere Verbrennungen, denen sie später im Krankenhaus erlagen.

## Ursache
Das Civil Aeronautics Board übernahm nach dem Unfall die Ermittlungen zur Unfallursache. Die Ermittler stellten fest, dass der Flugkapitän, nachdem er die Sicht auf visuelle Referenzpunkte am Boden verlor, aufgrund einer räumlichen Desorientierung die Maschine in Richtung Boden gelenkt hatte. Der Erste Offizier habe zwar gesehen, dass sich die Maschine dem Boden näherte, ihm habe jedoch vor dem Aufschlag nicht genug Zeit zur Verfügung gestanden, um korrigierend einzugreifen.